# Sherlock Holmes (filme de 1932)
Sherlock Holmes é um filme produzido nos Estados Unidos, dirigido por William K. Howard e lançado em 1932.